# 旌节马先蒿
旌节马先蒿为列当科马先蒿属的种。分布在欧洲、俄罗斯、亚洲、蒙古以及中国大陆的东北等地，生长于海拔390米至700米的地区，常生于多生河岸低湿地。

## 亚种
- 旌节马先蒿旌节亚种（Pedicularis sceptrum-carolinum subsp. sceptrum-carolinum）
分布于欧洲和亚洲的中国东北、俄罗斯西伯利亚、蒙古。
- 旌节马先蒿有毛亚种（Pedicularis sceptrum-carolinum subsp. pubescens）
分布于中国东北地区。